# كل جونج
كل جونج هي قرية في إيران.

## المكان
كل جونج موجودة في منطقة إدارية اسمها دهستان كارواندر.